# Exèrcit d'Alliberament dels Obrers i Camperols de Turquia
L'Exèrcit d'Alliberament dels Obrers i Camperols de Turquia (Türkiye Isci Köylü Kurtulus Ordusu, TIKKO) és una organització armada del Partit Comunista de Turquia/Marxista Leninista. És d'ideologia maoista.
Es va crear al mateix temps que el partit el 1972 amb el propòsit d'establir zones alliberades. Alguns membres van rebre entrenament a l'estranger (Líban i Grècia) o a la mateixa Turquia. El líder del grup hauria estat detingut el setembre del 2000 a Istanbul.